# Loïc Lorent
Loïc Lorent est un écrivain français né à Montauban en 1984.

## Biographie
Loïc Lorent est étudiant de 2003 à 2007 à l'Université de Toulouse-II-Le Mirail, où il fait des études d'Histoire contemporaine. C'est en 2007 que paraît son premier livre, Nonoland (éditions Jean-Paul Bayol), roman qui retrace le parcours d'un jeune homme pendant l'Occupation. Son deuxième roman, Le Sourire d'Achille, est publié à l'automne 2009.
En 2006, il tient un journal ethnographique des mouvements sociaux d'occupation des universités, et en tire la matière de son deuxième livre et qu'il publie sous le titre Votre jeunesse, en hommage à Charles Péguy. En mars 2008, il est de retour dans le monde littéraire avec Vous aurez la guerre, une critique du pacifisme, dans lequel il voit une tentative de sortir de l'Histoire, « ce fardeau ».
En mars 2013, il crée son propre blog, intitulé Phase critique.

## Œuvres
- Nonoland, éditions Jean-Paul Bayol, 2007. Roman  (ISBN 978-2-916913-02-5)
- Votre jeunesse, éditions Jean-Paul Bayol, 2007. Essai  (ISBN 978-2-916913-03-2)
- Vous aurez la guerre, éditions Jean-Paul Bayol, 2008. Essai  (ISBN 978-2-916913-08-7)
- Le Sourire d'Achille, éditions Jean-Paul Bayol, 2008. Roman  (ISBN 978-2-916913-12-4)

## Préface
- Voilà pourquoi je n'ai pas tué Caderousse, de Eliacin, éditions Jean-Paul Bayol, 2008  (ISBN 978-2-916913-15-5)